# Алджер (округ)
А́лджер (англ. Alger County) — округ в штате Мичиган, США. Официально образован 17 марта 1885 года. По состоянию на 2010 год, численность населения составляла 9 601 человек.

## География
По данным Бюро переписи США, общая площадь округа равняется 13 074,333 км2, из которых 2 369,852 км2 суша и 10 704,481 км2 или 82,000 % это водоёмы.

## Население
По данным переписи населения 2010 года в округе проживает 9 601 жителей в составе 3 898 домашних хозяйств и 2 479 семей. Это на 261 человек меньше по сравнению с результатами переписи 2000 года. Плотность населения составляет 4,20 человек на км2. На территории округа насчитывается 6 554 жилых строений, при плотности застройки около 3,00-х строений на км2. Расовый состав населения: белые — 86,30 %, афроамериканцы — 6,40 %, коренные американцы (индейцы) — 4,10 %, азиаты — 0,30 %, гавайцы — 0,00 %, представители других рас — 0,10 %, представители двух или более рас — 2,70 %. Испаноязычные составляли 1,20 % населения независимо от расы.
В составе 20,10 % из общего числа домашних хозяйств проживают дети в возрасте до 18 лет, 52,20 % домашних хозяйств представляют собой супружеские пары проживающие вместе, 7,10 % домашних хозяйств представляют собой одиноких женщин без супруга, 36,40 % домашних хозяйств не имеют отношения к семьям, 31,60 % домашних хозяйств состоят из одного человека, 15,20 % домашних хозяйств состоят из престарелых (65 лет и старше), проживающих в одиночестве. Средний размер домашнего хозяйства составляет 2,20 человека, и средний размер семьи 2,74 человека.
Возрастной состав округа: 17,10 % моложе 18 лет, 6,60 % от 18 до 24, 22,80 % от 25 до 44, 32,80 % от 45 до 64 и 32,80 % от 65 и старше. Средний возраст жителя округа 47.3 лет. На каждые 100 женщин приходится 0,00 мужчин. На каждые 100 женщин старше 18 лет приходится 0,00 мужчин.
Средний доход на домохозяйство в округе составлял 38 231 USD, на семью — 46 154 USD. Доход на душу населения составлял 19 858 USD. Около 9,30 % семей и 14,00 % общего населения находились ниже черты бедности, в том числе — 19,30 % молодежи (тех, кому ещё не исполнилось 18 лет) и 8,20 % тех, кому было уже больше 65 лет.